# Ruisseau de la Cassière
Le ruisseau de la Cassière (ou ruisseau de Pauliat) est un ruisseau français du département de la Corrèze, affluent en rive gauche de la Soudaine et sous-affluent de la Vézère.

## Géographie
Le ruisseau de la Cassière est connu selon le Sandre, comme un seul cours d'eau qui prend d'abord naissance sous le nom de ruisseau de Pauliat vers 550 mètres d'altitude, sur la commune de Saint-Hilaire-les-Courbes, au nord-est du lieu-dit le Mas. 
Il passe ensuite sur la commune de Treignac et continue sous le nom de ruisseau de la Cassière. Il sert de limite sur un kilomètre entre Treignac et Soudaine-Lavinadière avant de rejoindre la Soudaine en rive gauche à 352 mètres d'altitude, à l'est du lieu-dit Arsouze. 
L'ensemble ruisseau de Pauliat -  ruisseau de la Cassière est long de 10,3 kilomètres. La totalité de leur parcours s'effectue sur le territoire du parc naturel régional de Millevaches en Limousin.

### Affluent
Le ruisseau de la Cassière ne comporte qu'un seul affluent répertorié par le Sandre, le ruisseau de Manzanne long de 5,8 kilomètres, en rive droite.

### Communes et canton traversés
Les trois communes corréziennes traversées par le ruisseau de la Cassière : Saint-Hilaire-les-Courbes, Treignac et Soudaine-Lavinadière font toutes partie du canton de Treignac.